# David Garrett
David Garrett (nascido David Bongartz em 4 de setembro de 1980 em Aachen, Alemanha) é um violinista teuto-americano.

## Biografia
Garrett nasceu em Aachen, filho de uma bailarina americana, Dove-Marie Garrett, e um advogado e leiloeiro alemão, Georg Peter Bongartz.
Quando Garrett completou quatro anos, seu pai comprou um violino para o irmão mais velho. David interessou-se pelo instrumento e logo aprendeu a tocar. Um ano depois ele participou numa competição e ganhou o primeiro lugar.
Aos sete anos, David Garrett começou a tocar em público e passou a estudar violino no Conservatório Lübeck. Já com oito anos, seus pais decidiram mudar seu nome, e ele começou a usar o sobrenome de solteira da mãe por ser mais fácil de pronunciar.
David Garrett começou a trabalhar com a violinista polaco-britânica Ida Haendel com doze anos, frequentemente viajando a Londres e outras cidades europeias para encontrá-la.
Aos treze anos, Garrett se tornou o artista mais jovem a ter um contrato de exclusividade com a gravadora Deutsche Grammophon.
Em 1999, David Garrett se mudou para Nova York para estudar na Juilliard School, na sala de Itzhak Perlman, para aprofundar seus conhecimento do violino. Saiu formado de lá em 2004.
Como David Garrett não tinha o apoio financeiro dos seus pais para estudar na Juilliard School, ele teve que custear seus estudos, e para isso trabalhou em um bar, em um café, na biblioteca da escola e também na Outfitters Urban Store, onde foi sondado para se tornar um modelo e, assim, ganhando ao apelido de "Beckham do violino".
Garrett toca o "Adolf Busch" Stradivarius, 1716.

## Acidente com o violino
Em Dezembro de 2007, depois de uma apresentação no Barbican Hall, em Londres, um acidente aconteceu, o dia tinha sido muito chuvoso, David usava sapatos de sola lisa, perdeu o equilíbrio e caiu em cima da mala que onde transportava o seu violino… O violino havia sido danificado, tratava-se de um modelo fabricado por Giovanni Battista Guadagnini. Ele estava dentro de uma mala, não muito rígida (pois o músico preferiu uma mala mais leve e mais cómoda para o transporte), presa nas costas de Garrett. Na queda, por sorte, o músico não se machucou, mas o corpo do violino ficou destruído. Ele havia adquirido o violino em 2003 e pagou 1 milhão de libras, efectuando um empréstimo que era pago com o que recebia de suas apresentações (a última prestação do empréstimo foi feita precisamente em Dezembro de 2007). A reparação demorou sete meses e o custo aproximado da reparação foi de 60 mil libras, cerca de 100 mil dólares. Após algum tempo, seu pai soube de um Stradivarius à venda e "foi paixão à primeira vista", como disse o músico. Ele ainda toca com o violino de Giovanni Battista Guadagnini às vezes, mas só usa com mais frequência o seu Stradivarius. E a mala, é diferente da do Guadagnini, é mais rígida e resistente.

## Discografia

### Álbuns

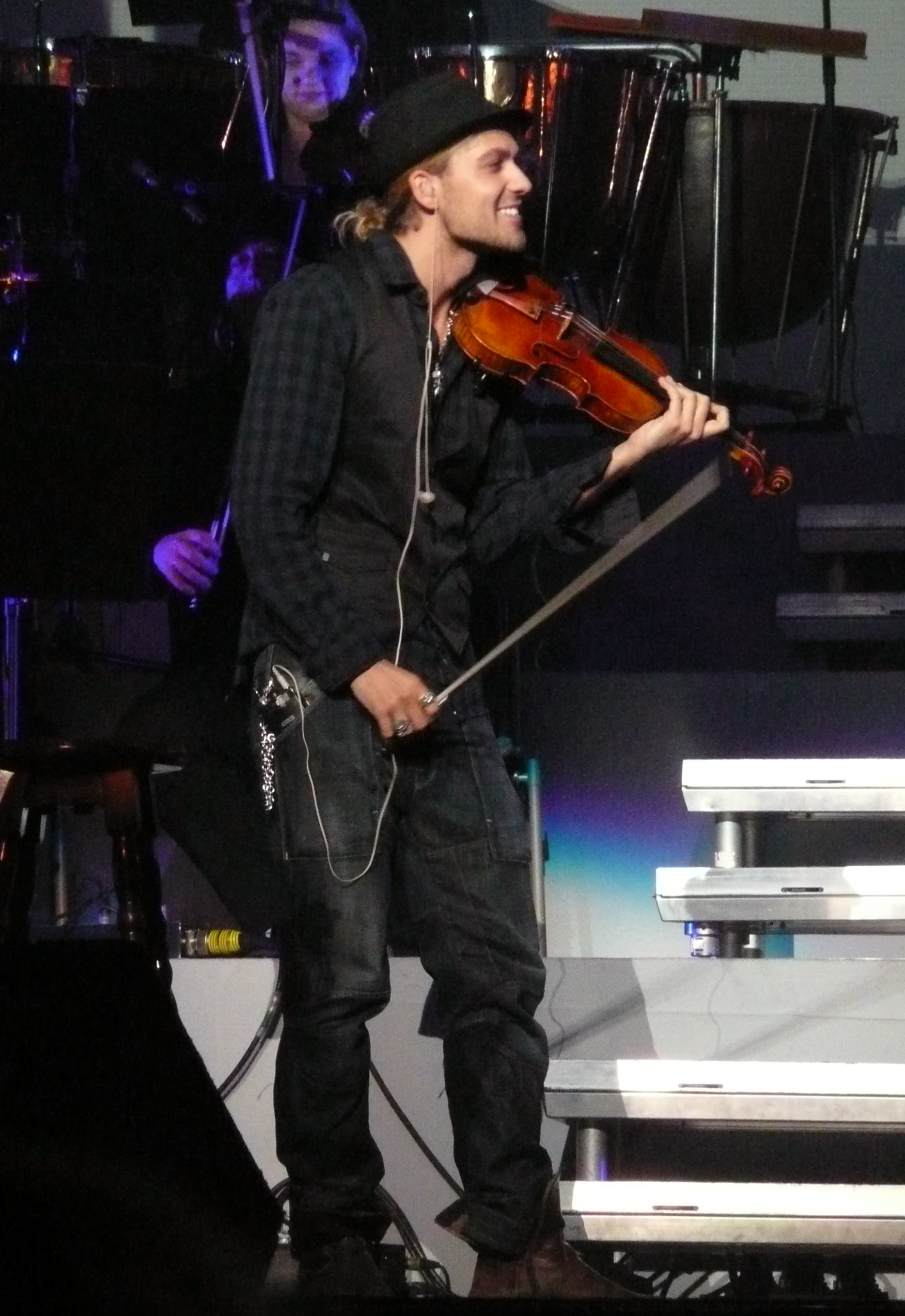
Garrett em apresentação em Colônia, na Alemanha, em janeiro 2010

- 1995: Mozart: Violinkonzerte KV 218 und 271a, Sonate für Klavier und Violine B-Dur KV 454
- 1995: Beethoven: Violin Sonata No. 5 - Bach: Partita No. 2 - Mozart: Adagio
- 1997: Paganini Caprices
- 1997: Tchaikovsky & Conus: Violin Concertos
- 2002: Pure Classics
- 2006: Free
- 2007: Virtuoso
- 2008: Encore
- 2009: David Garrett
- 2009: Classic Romance
- 2010: Rock Symphonies
- 2011: Legacy
- 2012: Music
- 2013: 14
- 2013: Garrett vs Paganini
- 2014: Caprice
- 2015: Explosive
- 2017:  Rock Revolution
- 2018: Unlimited

### Outros Álbuns
- 2004: Nokia Night of the Proms
- 2008: The New Classical Generation

### DVDs
- 2009: David Garrett Live – In Concert & in Private
- 2010: David Garrett: Rock Symphonies – Open Air Live
- 2011: David Garrett: Legacy Live in Baden-Baden
- 2012: David Garrett: Music – Live in Concert 2012

### No cinema
- 2008: Tenor at the Movies - "Parla Piu Piano" (de O Poderoso Chefão) e "Se" (de Cinema Paradiso) con Jonathan Ansell.
- 2008: A New World - "Cinema Paradiso" com Will Martin.
- 2013: The Devil's Violinist (Diretor: Bernard Rose) - Interpreta o compositor e violinista italiano Niccolò Paganini.